# Khuen-Belasi

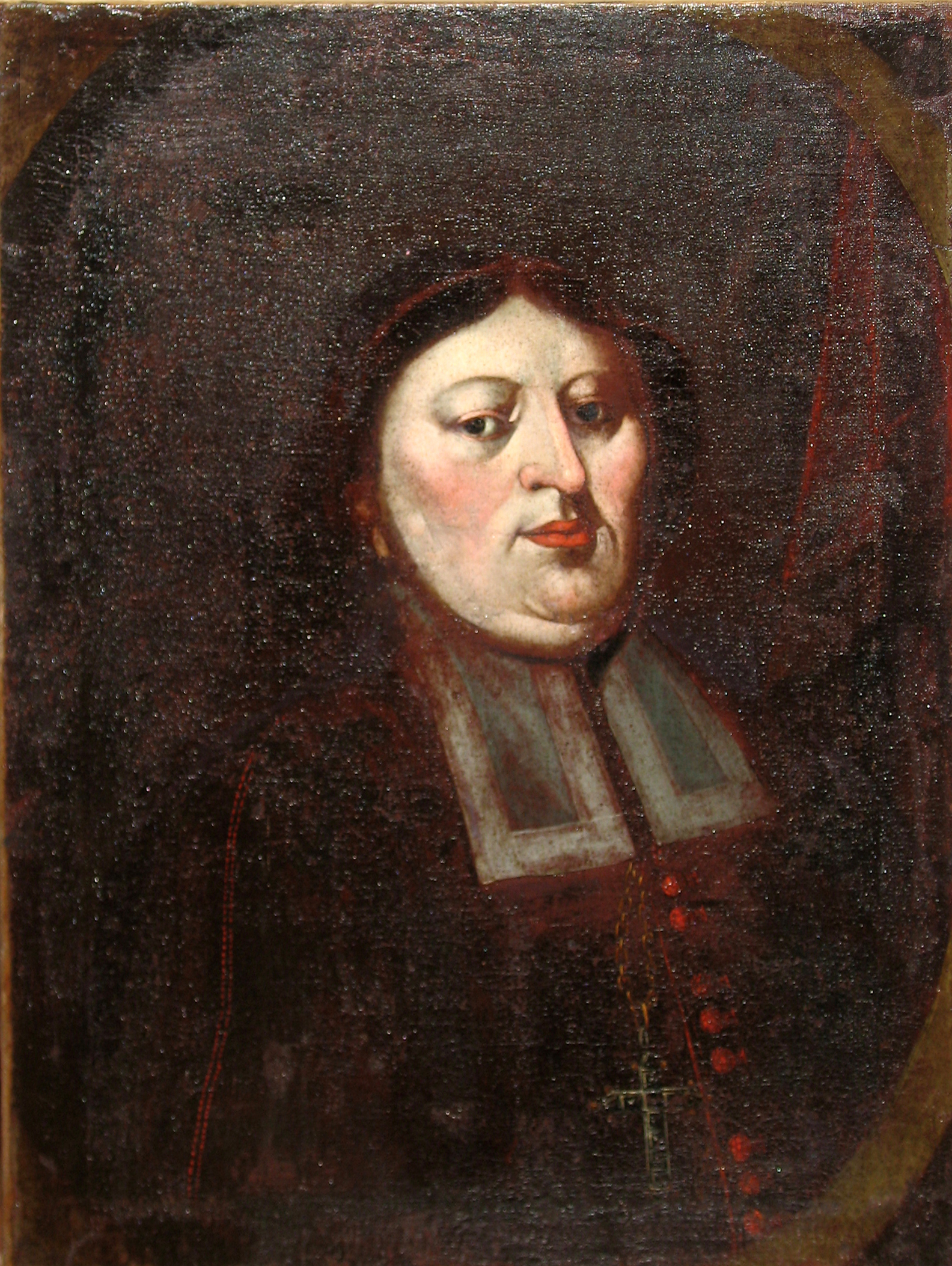
Biskup Johann Franz Khuen von Belasi

Rod Khuen-Belasi (původně Khuen, Khuon, Khun) je starý rakouský šlechtický rod, který pochází z Tyrolského hrabství. Jeho členové byli držiteli říšského hraběcího titulu, který jim 30. října 1630 udělil Ferdinand II., císař Svaté říše římské.

## Historie
Zakladatelem rodu byl Egon von Tramin, o němž existuje písemná zmínka z roku 1111. Díky statečnosti jeho pravnuka se do jména rodu dostalo slovo „Kühne“, což znamená „odvážný“. Dne 13. června 1542 Blasius Khuen získal titul „Regimentsrat“ Dolních Rakous a byl také tajným radou rakouského císaře. V letech 1560 až 1568 se stal hornorakouským komorníkem.
V roce 1557 koupil Rudolf Khuen hrabství Gandegg. V roce 1573 byl Rudolf Khuen titulován Belasy von Gandeck.

## Významní baroni Khuen von Belasi před rokem 1622
- Rudolf Khuen von Belasi († 1581 Vídeň, od 1559 prosektor Ferdinanda I. Rakouského, později tajný rada Maxmiliána II. Habsburského a Rudolfa II. Svobodný pán od 8. 5. 1573.
- Jeho syn Johann Eusebius Freiherr Khuen von Belasi († 6. listopadu 1622)
- Johann Jakob Khuen von Belasi, * asi 1515; † 15. května 1586) arcibiskup salzburský

## Významná hrabata Khuen von Belasi od roku 1622
- Jakob Freiherr Khuen von Belasi zu Lichtenberg und Gandeck († 21. září 1639), od roku 1640 říšský hrabě
- Johann Franz, říšský hrabě Khuen von Belasi (12. srpna 1649; † 3. dubna 1702 Brixen), princ-biskup z Brixenu

## Rod na jižní Moravě
- Karl Khuen-Belasi (1879–1963) – rakouský šlechtic a politik, poslanec Moravského zemského sněmu
- Eduard Khuen-Belasi – první mecenáš Alfonse Muchy, který sehrál rozhodující roli v rané kariéře tohoto umělce[2]
- Emin zámek
- Pohřební kaple Khuen-Belasi